# Mund
Mund es una comuna suiza del cantón del Valais, ubicada en el distrito de Brig. Limita al norte y al noreste con la comuna de Naters, al sureste con Birgisch, al sur con Brig-Glis y Lalden, y al oeste con Eggerberg y Baltschieder.